# Dżul na kilogram-kelwin
Dżul na kilogram-kelwin – jednostka miary ciepła właściwego w układzie jednostek miar SI, w którym jest jednostką pochodną. W tekście skrót zapisywany jako J/kg·K lub J/(kg·K) albo J·kg-1·K-1.
Wyrażenie przy pomocy jednostek podstawowych SI:
{\displaystyle \mathrm {{\frac {J}{kg\cdot K}}={\frac {m^{2}}{s^{2}\cdot K}}} }